# Ebirah contre Godzilla
Pour les articles homonymes, voir Godzilla.
Série Showa
Invasion Planète X
(1965) La Planète des monstres
(1967)
Pour plus de détails, voir Fiche technique et Distribution.
Ebirah contre Godzilla ou Godzilla, Ebirah et Mothra : Duel dans les mers du sud (ゴジラ・エビラ・モスラ 南海の大決闘,Gojira, Ebirā, Mosura: Nankai no daiketto) est un film japonais réalisé par Jun Fukuda, sorti en 1966.

## Synopsis
Prêt à tout pour retrouver son frère, Yata, disparu en mer, Ryota vole un yacht et embarque avec Ichino, un ami, peu intelligent. Le yacht appartient a Yoshimura, un cambrioleur. Il part également avec eux. Une fois arrivé près de l'île de Letchi dans les mers du sud, le bateau est attaqué par un crustacé géant, Ebirah. Ils se retrouvent donc coincés sur cette île. L’île est gouvernée par l’organisation du Bamboo rouge. Cette organisation exploite les indigènes. Ryota et ses amis rencontre une habitante de Infant Island et se reposent dans une grotte. Celle-ci leur apprend que Mothra peut venir les aider. Mais Mothra ne pourra pas combattre Ebirah et secourir les prisonniers. Ils décident alors de ressusciter Godzilla, bloqué par des rochers. Ils espèrent qu’il pourra battre Ebirah.

## Fiche technique
- Titre : Ebirah contre Godzilla
- Titre original : ゴジラ・エビラ・モスラ 南海の大決闘 (Gojira, Ebirā, Mosura: Nankai no daiketto)
- Autre titre : Godzilla, Ebirah et Mothra : Duel dans les mers du sud
- Titre anglais : Ebirah, Horror of the Deep
- Réalisation : Jun Fukuda
- Scénario : Shinichi Sekizawa
- Production : Tomoyuki Tanaka
- Société de production : Tōhō
- Musique : Masaru Satō
- Photographie : Kazuo Yamada
- Montage : Ryōhei Fujii
- Décors : Takeo Kita
- Distribution : Continental Distributing Inc. et Sony Pictures Home Entertainment
- Langue : japonais
- Pays d'origine : Japon
- Format : Couleurs - 2,35:1 - Mono - 35 mm
- Genre : Science-fiction et action
- Durée : 87 minutes
- Date de sortie : 
  -  Japon : 17 décembre 1966
  -  France : 22 juin 1980

## Distribution
- Akira Takarada : Yoshimura
- Kumi Mizuno : Daiyo
- Chotaro Togin : Ichino
- Hideo Sunazuka : Nita
- Tōru Watanabe : Ryota Kane
- Toru Ibuki : Yata Kane
- Akihiko Hirata : le capitaine Yamoto
- Jun Tazaki : le commandant du bambou rouge
- Ikio Sawamura : le vieil esclave
- Pair Bambi : les jumelles gardiennes de Mothra
- Chieko Nakakita : Mme Kane
- Haruo Nakajima : Godzilla
- Hiroshi Sekita : Ebirah

## Autour du film
- Daikondura est un kaiju qui apparait dans ce film. Il a l'apparence d'un condor géant.
- La chanson Samashite Mosura est interprétée par le duo Pair Bambi.
- Dans le script initial, King Kong devait faire une apparition[1], et le film devait s'intituler Operation Robinson Crusoe.
- Le nom Ebirah provient du mot japonais ebi (えび) qui signifie crevette.
- Après avoir vaincu Daikondura, Godzilla se frotte le nez. C'est un hommage au populaire personnage de Yuichi Tanuma, interprété par Yuzo Kayama dans plus d'une quinzaine de films, dont le premier, Sir Galahad in Campus, est sorti en 1961.
- Premier Godzilla à être réalisé par Jun Fukuda, le cinéaste tournera par la suite Le Fils de Godzilla (1967), Godzilla vs Gigan (1972), Godzilla vs Megalon (1973) et Godzilla contre Mecanik Monster (1974).